# Наингголан, Раджа
Раджа Наингголан (индон. Radja Nainggolan; род. 4 мая 1988[…], Антверпен, Фламандский регион) — бельгийский футболист, полузащитник бельгийского клуба «Локерен-Темсе». Выступал за сборную Бельгии.

## Ранние годы
Раджа Наингголан сын батака Мариануса, приехавшего с индонезийского Бали, и фламандки Лизы Богартс. У него есть сестра-близнец Риана, которая также стала футболисткой. Когда Радже было шесть лет, его отец уехал обратно в Индонезию, чтобы продолжать вести свой бизнес в Денпасаре. Он рос в строгой католической семье, воспитываемый матерью в одиночку без помощи отца. Сам Раджа говорил об этом: «Я был бедным ребёнком. Но я вкусил много дерьма, чтобы в итоге оказаться там, где я нахожусь сейчас». В 2010 году мама Наингголана умерла, в её честь футболист сделал татуировку двух больших крыльев на спине с датами рождения и смерти матери.

## Клубная карьера
Наингголан начал свою карьеру в молодёжном составе клуба «Жерминаль Беерсхот», откуда перешёл в итальянскую команду серии В, «Пьяченца». 28 мая 2006 года Наингголан дебютировал в основном составе команды в матче с «Ареццо», завершившимся поражением его команды со счётом 2:3. После этого футболист провёл в клубе ещё три с половиной сезона, проведя, в общей сложности, 74 матча и забив 4 гола.
27 января 2010 года Наингголан был арендован с возможностью выкупа трансфера игрока клубом серии А, «Кальяри». Взамен в «Пьяченцу» перешёл белорус Михаил Сиваков. 7 февраля 2010 года Раджа дебютировал в составе команды в матче чемпионата Италии с «Интернационале», в котором его клуб проиграл 0:3. 21 июня того же года, по окончании чемпионата, «Кальяри» выкупила 50 % трансфера Наингголана.
В ноябре 2011 года Наингголаном заинтересовался петербургский «Зенит», а в декабре другой российский клуб — ЦСКА. Однако игрок в начале 2014 года перешёл в «Рому» — по условиям договорённости между клубами «Рома» заплатила € 3 млн за аренду 25-летнего игрока, а после окончания сезона заплатит € 6,5 млн за половину прав на игрока. 8 марта 2015 года Наингголан в матче с «Кьево» сломал ногу игроку соперника, Федерико Маттьелло. После игры Раджа извинился перед Маттиелло.
Зимой 2017 года Раджа высказался о «Ювентусе»:

«Ненавижу „Ювентус“, и так было всегда. Когда играл за „Кальяри“, был готов отдать свои яйца, чтобы победить их. С „Кальяри“ всегда играли вничью на их поле. Ненавижу этот клуб, потому что он всегда выигрывает, забив пенальти или штрафной».

26 февраля 2017 года Наингголан сделал дубль в матче с «Интером». В 2017 году Раджа стал предметом интереса лондонского «Челси»; он даже общался по поводу перехода с главным тренером команды Антонио Конте. 27 июля 2017 года продлил контракт с «Ромой» до 30 июня 2021 года с заработной платой в 5 млн евро в год. 2 мая 2018 года, в ответном полуфинальном матче Лиги чемпионов с «Ливерпулем» Наингголан впервые отличился на турнире оформив дубль. Во многом благодаря этому «Рома» одержала громкую победу на «мерсисайдцами» (4:2), что однако не помогло «Роме» выйти в финал Лиги чемпионов (по итогам обеих встреч «джалоросси» уступили сопернику со счётом 6:7). Свой последний матч в футболке «джалоросси», Раджа отыграл 13 мая 2018 года в домашней игре с «Ювентусом», где в результате двух грубых нарушений заработал удаление, а матч окончился вничью (0:0).
26 июня 2018 года «Интер» объявил о трансфере Наингголана. Бельгиец заключил с миланским клубом контракт до 30 июня 2022 года. Трансфер хавбека обошёлся «нерадзурри» в 24 миллиона евро, плюс в Рим отправились защитник Давиде Сантон (9,5 млн евро) и хавбек Николо Дзаньоло (4,5 млн евро). 1 сентября он дебютировал в «Интере» в матче с «Болоньей» (3:0), где забил гол. За клуб он провёл 29 матчей в чемпионате, забив 6 голов и сделав 3 голевые передачи. После года в клубе, Раджа, по словам генерального директора клуба Беппе Маротты, «не является частью нашего проекта».
5 августа 2019 года Наингголан был арендован «Кальяри», несмотря на интерес клубов из Китая. Причиной перехода именно в этот клуб стал рак груди, обнаруженный у жены Наинголлана, и семья приняла решение, что ей будет лучше жить дома. Это помогло, супруга поборола болезнь. По окончании сезона Раджа возвратился в «Интер», по решению главного тренера клуба Антонио Конте.
10 августа 2021 года «Интер» объявил, что контракт Наингголана с клубом был расторгнут по обоюдному согласию. Четыре дня спустя Раджа подписал двухлетний контракт с «Антверпеном». Свой первый гол за клуб в гостевом матче против соседнего «Берсхота» он посвятил своей покойной матери, честь которой была оскорблена местными болельщиками. 17 октября 2022 года Наингголан был отстранён клубом на неопределённый срок после того, как был арестован за вождение с просроченными водительскими правами, а затем за курение электронной сигареты на скамейке запасных. В декабре контракт был расторгнут по обоюдному согласию.
30 января 2023 года Наингголан подписал пятимесячный контракт с возможностью продления ещё на один сезон с клубом Серии B СПАЛом, который тогда тренировал его бывший партнёр по «Роме» и друг, Даниеле де Росси. По итогам сезона СПАЛвылетел в Серию C.
В конце ноября 2023 года Наингголан подписал контракт с индонезийским клубом «Бхаянгкара», выступающим в Лиге 1.
22 января 2025 года Наингголан в статусе свободного агента перешел в бельгийский клуб «Локерен-Темсе», подписав контракт до конца сезона 2024/25.

## Карьера в сборной
Международную карьеру Наингголан начал в молодёжной сборной Бельгии, где выступал два года. 29 мая 2009 года Раджа дебютировал в составе первой сборной в матче с Чили на Кубке Кирин.
5 марта 2014 года в Брюсселе забил свой первый гол за сборную в товарищеском матче против команды Кот-д’Ивуара (2:2).
Наингголан был в числе кандидатов на попадание в состав сборной Бельгии на чемпионате мира 2014 года в Бразилии, однако в итоге не попал в окончательную заявку. Первым крупным международным турниром для 28-летнего Наингголана стал чемпионат Европы 2016 года во Франции. В третьем матче группового этапа дальним ударом в конце матча принёс бельгийцам победу над сборной Швеции (1:0). В четвертьфинале против сборной Уэльса открыл счёт мощным ударом из-за пределов штрафной, но затем валлийцы забили трижды и выбили Бельгию из турнира (1:3).
В августе 2017 года Наингголан заявил о своем уходе из сборной Бельгии и раскритиковал главного тренера национальной команды Роберто Мартинеса. В ноябре 2017 года Раджа, спустя несколько месяцев, был вызван в стан национальной команды. На одной из тренировок сборной он получил травму паха. После того, как Наингголан не попал в заявку сборной на ЧМ-2018, он объявил об окончательном уходе из сборной.

## Достижения

### Командные
«Интернационале»
- Чемпион Италии: 2020/21

«Антверпен»
- Чемпион Бельгии: 2022/23

### Личные
- Вошёл в «команду года» Серии А (4): 2014/15, 2015/16, 2016/17, 2017/18
- Игрок месяца Серии А: ноябрь 2019[49]

## Уголовное дело
27 января 2025 года Наингголан был арестован прокуратурой Брюсселя по делу о контрабанде наркотиков через порт Антверпена.

## Личная жизнь
3 мая 2011 года Наингголан женился на девушке Клаудии. 30 января 2012 года у пары родилась дочь, которую назвали Айша. В 2016 году у пары родилась вторая дочь — Майли.
Являлся участником марша против гомофобии, заявив «у моей сестры Рианы был роман с женщиной. Мы должны быть терпеливы. До тех пор, пока этот [выбор] будет свободным и сознательным, он будет признанным».
Наингголан является курильщиком и не скрывает этого.
В новогоднюю ночь с 2017 на 2018 год Раджа опубликовал в своём инстаграме видео, в котором в прямом эфире пил алкоголь, курил и нецензурно выражался. За это он позже принёс извинения.

## Статистика

### Клубная
| Сезон     | Команда   | Чемпионат | Чемпионат | Чемпионат | Кубок | Кубок | Еврокубки | Еврокубки | Всего | Всего |
| Сезон     | Команда   | Лига      | Игры      | Голы      | Игры  | Голы  | Игры      | Голы      | Игры  | Голы  |
| --------- | --------- | --------- | --------- | --------- | ----- | ----- | --------- | --------- | ----- | ----- |
| 2005/2006 | Пьяченца  | Серия B   | 1         | 0         | 0     | 0     | —         | —         | 1     | 0     |
| 2006/2007 | Пьяченца  | Серия B   | 1         | 0         | 0     | 0     | —         | —         | 1     | 0     |
| 2007/2008 | Пьяченца  | Серия B   | 10        | 0         | 1     | 0     | —         | —         | 11    | 0     |
| 2008/2009 | Пьяченца  | Серия B   | 38        | 3         | 1     | 0     | —         | —         | 39    | 3     |
| 2009/2010 | Пьяченца  | Серия B   | 21        | 1         | 1     | 0     | —         | —         | 22    | 1     |
| 2009/2010 | Кальяри   | Серия A   | 7         | 0         | 0     | 0     | —         | —         | 7     | 0     |
| 2010/2011 | Кальяри   | Серия A   | 36        | 2         | 2     | 0     | —         | —         | 38    | 2     |
| 2011/2012 | Кальяри   | Серия A   | 37        | 1         | 2     | 0     | —         | —         | 39    | 1     |
| 2012/2013 | Кальяри   | Серия A   | 34        | 2         | 1     | 0     | —         | —         | 35    | 2     |
| 2013/2014 | Кальяри   | Серия A   | 17        | 2         | 1     | 0     | —         | —         | 18    | 2     |
| 2013/2014 | Рома      | Серия A   | 17        | 2         | 3     | 0     | —         | —         | 20    | 2     |
| 2014/2015 | Рома      | Серия A   | 35        | 5         | 2     | 0     | 9         | 0         | 46    | 5     |
| 2015/2016 | Рома      | Серия A   | 35        | 6         | 0     | 0     | 7         | 0         | 42    | 6     |
| 2016/2017 | Рома      | Серия A   | 37        | 11        | 4     | 2     | 12        | 1         | 53    | 14    |
| 2017/2018 | Рома      | Серия A   | 31        | 4         | 0     | 0     | 11        | 2         | 42    | 6     |
| 2018/2019 | Интер     | Серия A   | 29        | 6         | 1     | 0     | 6         | 1         | 36    | 7     |
| 2019/2020 | → Кальяри | Серия A   | 26        | 6         | 3     | 0     | —         | —         | 29    | 6     |
| 2020/2021 | Интер     | Серия A   | 4         | 0         | 0     | 0     | 1         | 0         | 5     | 0     |
| 2020/2021 | → Кальяри | Серия A   | 22        | 1         | 0     | 0     | —         | —         | 22    | 1     |
| 2021/2022 | Антверпен | Про-лига  | 32        | 2         | 0     | 0     | 5         | 1         | 37    | 3     |
| 2022/2023 | Антверпен | Про-лига  | 12        | 1         | 0     | 0     | 6         | 2         | 18    | 3     |
| 2022/2023 | СПАЛ      | Серия B   | 10        | 1         | —     | —     | —         | —         | 10    | 1     |
| Итого     | Итого     | Итого     | 492       | 56        | 22    | 2     | 57        | 7         | 571   | 65    |

### Международная
| Сборная | Год   | Игры | Голы |
| ------- | ----- | ---- | ---- |
| Бельгия | 2009  | 1    | 0    |
| Бельгия | 2010  | 0    | 0    |
| Бельгия | 2011  | 1    | 0    |
| Бельгия | 2012  | 1    | 0    |
| Бельгия | 2013  | 1    | 0    |
| Бельгия | 2014  | 4    | 2    |
| Бельгия | 2015  | 9    | 2    |
| Бельгия | 2016  | 9    | 2    |
| Бельгия | 2017  | 3    | 0    |
| Бельгия | 2018  | 1    | 0    |
| Итого   | Итого | 30   | 6    |